# NGC 6651
NGC 6651 (również PGC 61836 lub UGC 11236) – galaktyka spiralna (Sbc), znajdująca się w gwiazdozbiorze Smoka. Odkrył ją Lewis A. Swift 18 czerwca 1884 roku.